# Kriegerdenkmal Gröbern

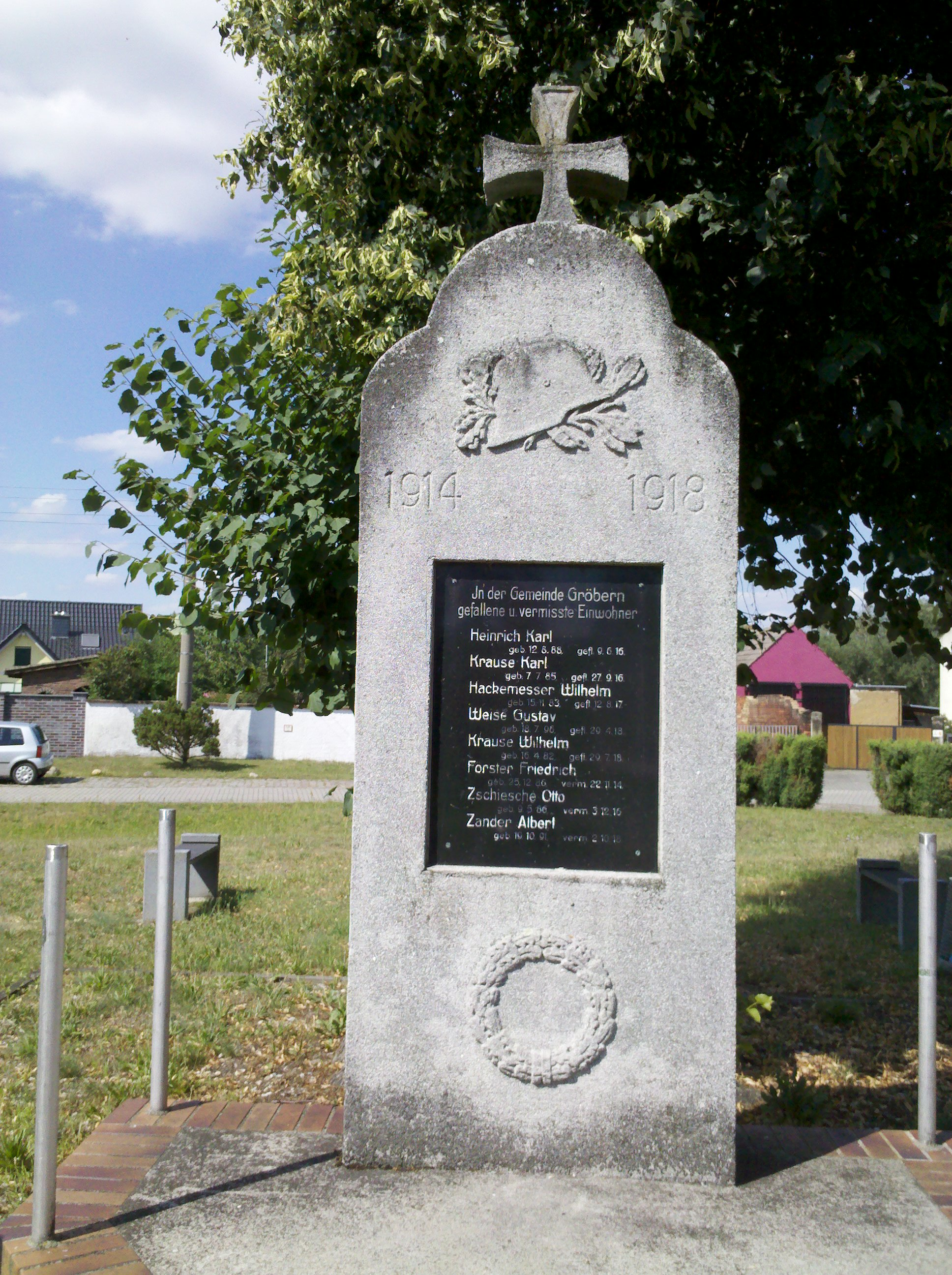
Gefallenendenkmal in Gröbern im Juli 2020

Das Kriegerdenkmal Gröbern ist ein denkmalgeschütztes Kriegerdenkmal im Ortsteil Gröbern der Gemeinde Muldestausee in Sachsen-Anhalt. Im örtlichen Denkmalverzeichnis ist es mit der Erfassungsnummer 094 96402 als Baudenkmal verzeichnet.

## Allgemeines
Das Kriegerdenkmal in Gröbern befindet sich auf einer Freifläche an der Straße Gröbener Dorfplatz. Auf einem mehrstufigen Sockel steht ein übergroßer Grabstein, der von einem Eisernen Kreuz gekrönt wird. In den Grabstein ist eine Inschriftentafel eingelassen. Auf der Tafel befinden sich die acht Namen der gefallenen Soldaten des Ersten Weltkriegs des Ortes.